# Bienvenu Sene Mongaba
Bienvenu Sene Mongaba est un écrivain congolais né le 28 janvier 1967 à Kinshasa et mort le 31 janvier 2022 à Bruxelles en Belgique, à la suite d'une crise cardiaque.

## Biographie
Bienvenu Sene Mongaba est né le 29 janvier 1967 à Kinshasa. Il obtint le diplôme de 2e cycle de chimie à l'Université de Kinshasa en 1994. En 1998 il obtient le diplôme de 3e cycle en chimie à l'Université libre de Bruxelles.
Il travaille comme chercheur en biotechnologie jusqu'en 2003, avant d'aller faire une agrégation en sciences naturelles à l'Université catholique de Louvain en Belgique. Il devient enseignant dans les écoles secondaires de la fédération Wallonie-Bruxelles (2006-2007) avant de se consacrer à la publication d'oeuvre en lingala et de créer un établissement d'enseignement secondaire à Kinshasa du nom d'Institut Nsene Étienne.
En 2013, il présente une thèse de doctorat en linguistique de l'université de Gand en Belgique intitulé Le lingala dans l'enseignement des sciences dans les écoles de Kinshasa Il enseigne le lingala et les traductions vers le lingala, notamment à l'université pédagogique nationale et à l'université de Gand (visiteur).
Ses travaux concernent d'une part l'enseignement en langues africaines et d'autre part la lexicographie et la création terminologique en lingala. Il travaille et publie en lingala.
Il s’occupe de la promotion de la littérature en lingala par le biais des éditions Mabiki dont il est le fondateur et l’animateur avec sa fille Selina qui en a repris la gestion et qui continue sa vision. Il est membre de l’association « the Kind of Friends » à Kinshasa. Il participe au projet de l'association Kuwa où il enseigne'e lingala en Belgique et est initiateur de l'application Monɔkɔ Ya Séné Mongaba, rendue publique après sa mort.

## Publications

### En Lingala

#### Romans et Nouvelles
- Fwa-ku-Mputu : to lisolo ya moto oyo akanaka Poto pene akufa. Bruxelles : Éd. Mabiki, 2002, 98 p., 21 cm -  (ISBN 2-930369-00-0) [6].
- Bamama ya Congo na France, œuvre collective, Bruxelles – Wavre – Kinshasa, Mabiki, 2004.
- Bamama ya Congo na Belgique : kelasi nini mpo na bana ? Formation nini ya kosala ? Mpo na mosala nini ? Ndenge nini ya koluka mosala ? Kompani nini ya kokela ?. Ill. Patrick Mombili. Bruxelles : Mabiki, 2004. - 40 p : ill. ; 30 cm. -  (ISBN 2-930369-02-7).
- Bokobandela : lisolo. Kinshasa ; Bruxelles ; Wavre : Éditions Mabiki (Nouvelle Écriture Africaine), 2005, 101 p., 20 cm -  (ISBN 2-930369-06-X)[7].
- " Sanza Nguma" Editions Mabiki, 2014

#### Ouvrages scientifiques
- "Lingala Chimie approche professionnelle Congo" Editions Mabiki,2015
- "Tableau périodique en lingala" Editions Mabiki,2012

#### Ouvrages langues et linguistique
- 100 verbes pour parler lingala. Kinshasa ; Bruxelles ; Wavre : Edition Mabiki, 2006, 79 p., tabl., 20 cm -  (ISBN 2-930369-10-8) (broché).
- "Lingala. Nayeba kotanga pe kokoma Lingala" Editions Mabiki,2014

#### Jeunesse
- "Mutos na muselekete" Editions Mabiki, 2009
- "Mutos na soso ya bonané" Editions Mabiki, 2009
- "Mutos na ntaba" Editions Mabiki
- "Mutos na diama" Editions Mabiki
- "Mutos na kadogo" Editions Mabiki
- "Mutos na koba" Editions Mabiki
- "Mutos na kadogo" Editions Mabiki
- "Mutos na koba" Editions Mabiki
- "Mutos na Coltan" Editions Mabiki
- "Mutos na Mbwa mabe" Editions Mabiki
- "Mutos azoyema"  Editions Mabiki

#### Manuel scolaires et professionnels
- "Matematiki"
- "Kokata pe kotonga"
- "Kotambusa kompani ya moke"
- "Sekele ya kikuku"
- "Ishango 7. Livret 1. Mituya."

### En Français

#### Romans et Nouvelles
- En cavale dans le gouffre vert : roman. Bruxelles : Editions Mabiki, 2003, 195 p., 21 cm. -  (ISBN 2-930369-01-9).
- Pillage à Kin : nouvelles. Bruxelles : Edition Mabiki, 2004, 48 p., 21 cm -  (ISBN 2-930369-04-3) .
- Pillage à Kin : nouvelles. Bruxelles : Edition Mabiki, 2005, 87 p., 21 cm -  (ISBN 2-930369-05-1)[8],[9].

#### Ouvrages scientifiques
- "Lingala Chimie approche professionnelle Congo" Editions Mabiki,2015
- "Tableau périodique en lingala" Editions Mabiki,2012

### En Anglais
- " Instant lingala" Editions Mabiki,2018

### Bilingue
- (fr + ln) "Enseigner dans les langues africaines-Kotangisa na minoko ya Afrika" Editions Mabiki, 2013
- (fr + ln) "Lingala ya lelo 1:Prononciation,orthographe et structure des mots lingala" Editions Mabiki,2014
- (fr + ln) "Lingala Chimie approche professionnelle Congo" Editions Mabiki,2015
- (fr + ln) "100 Verbes pour parler lingala" Editions Mabiki,2006
- (fr + ln) "100 mots pour parler lingala" Editions Mabiki,2014
- (fr + ln + kg + sw + lua) "Dictionnaire Sene Mongaba" Éditions Mabiki, 2021

## Décès
Le professeur Bienvenu Sene Mongaba est décédé à Bruxelles des suites d'une crise cardiaque.